# Mercedes (Paraná)
Mercedes  este un oraș în Paraná (PR), Brazilia.